# René Séjourné
René Pierre Louis Joseph Séjourné (* 20. Mai 1930 in Aviré, Département Maine-et-Loire, Frankreich; † 1. Juni 2018 in Angers) war ein französischer Geistlicher und römisch-katholischer Bischof von Saint-Flour.

## Leben
René Séjourné, aus einer Familie mit sechs Kindern aus einem Dorf bei Segré stammend, trat in das Priesterseminar des Bistums Angers ein. Nach seinem Philosophie- und Theologiestudium sowie einem Kirchenrechtsstudium in Rom empfing er am 7. Oktober 1955 durch den Papst Pius XII. die Priesterweihe. Er war zunächst Schulkaplan in Angers, kehrte 1967 in das Staatssekretariat des Heiligen Stuhls nach Rom zurück und war für die frankophone Abteilung verantwortlich. Er schrieb unter anderem die Reden und Briefe von Papst Paul VI. und Johannes Paul II. auf Französisch.
Papst Johannes Paul II. ernannte ihn am 17. Juni 1987 zum Titularbischof von Labicum sowie zum Rektor der Nationalkirche San Luigi dei Francesi und spendete ihm am 5. September desselben Jahres die Bischofsweihe; Mitkonsekratoren waren Kurienerzbischof Eduardo Martínez Somalo und Jean Orchampt, Bischof von Angers.
Am 13. September 1990 berief ihn Johannes Paul II. zum Bischof von Saint-Flour. Am 16. Januar 2006 nahm Papst Benedikt XVI. sein aus Altersgründen vorgebrachtes Rücktrittsgesuch an.